# Masseskyderiet i Oslo i 2022
Masseskyderiet i Oslo i 2022 førte til at to personer blev dræbt og mindst 21 sårede. Skyderiet fandt sted i Oslos centrum 25. juni 2022. Det antages at være rettet mod LGBT-personer forud for Oslo Pride, og dermed udtryk for en hadforbrydelse. Arrangement var en del af den internationale pride-markering.
Skyderier skete på C.J. Hambros plass i Oslo. Lidt efter klokken et om natten til den 25. juni blev det skudt mod den udendørs bar Per på Hjørnet og derefter mod London Pub. Også koncertstedet Herr Nielsen og en serveringssted tæt på blev ramt af skuddene. London Pub er et populært mødested for LGBT-miljøet og deltagere i Oslo Pride, og de andre gerningssteder ligger tæt derved.
En norsk-iraner blev anholdt efter kort tid, og politiet efterforsker sagen som terrorisme. Som følge af angrebet blev arrangementet Oslo Pride aflyst.

## Angrebet
Skyderiet fandt sted fra ti minutter over til ca. et kvarter over et om natten til lørdag 25. juni 2022 i Oslo centrum. To personer blev skudt og dræbt ved Per på Hjørnet. Derefter fortsatte skyderiet mod London Pub, som har tilknytning til LGBT-miljøet. Ud over de to dræbte blev 21 mennesker sårede.
Politiet kom hurtigt frem, og fem minutter senere var gerningsmanden pågrebet. Han var overmandet af civile personer som holdt ham fast til politiet kunne tage over.
Politiet inddrog i sin efterforskning muligheden for at det var et terrorangreb mod LGBT-personer, idet Oslo Pride samme weekend skulle gennemføre en prideparade. Politiet udtalte på en pressekonference lørdag den 25. juni at en af hypoteserne i efterforskningen var at skyderiet var at karakterisere som en hadforbrydelse. Dagbladet raporterede om at et vidne i en passerende taxa med åbent sidevindue hørte at gerningsmanden råbte Allahu akbar lige før han åbnede ild.

## Reaktioner
Som følge af angrebet blev arrangementet Oslo Pride aflyst efter råd fra politiet. I en meddelelse fra kongehuset gav Kong Harald udtryk for forfærdelse, ligesom ham opfordrede til sammenhold om værdierne "frihed, mangfoldighed og respekt for hinanden". Han understregede også at man skal sørge for at alle kan føle sig trygge.
Det norske politi indførte midlertidigt national bevæbning af al indsatspersonale efter hændelsen.
Til trods for advarslerne deltog flere tusinde personer samme dag i en spontan parade og lagde blomster ved London Pub og Herr Nilsen. Efter nogen grad af normalisering gav politiet mulighed for repræsentanter for kongehus og politiske myndigheder og efterhånden andre til at komme tæt på gerningsstederne for at give udtryk for deres omtanke og refleksion.
Under biskop Olav Fykse Tveits ledelse blev der søndag den 26. juni afholdt en sørgegudstjeneste i Oslo Domkirke. Blandt andre statsminister Jonas Gahr Støre og kronprinsessen deltog. Kronprinsen måtte melde afbud efter at have fået påvist COVID-19.

## Den sigtede
Norsk-iranske Zaniar Matapour (født 1979) blev arresteret og sigtet for terror. Matapur kommer oprindeligt fra den kurdiske del af Iran, og kom sammen med familien til Norge som flygtning da han var barn. Han er tidligere dømt, blandt andet i forbindelse med et knivstikkeri i 1990'erne.
Politiets Sikkerhetstjeneste (PST) oplyste at de i maj 2022 gennemførte samtaler med den sigtede "i forbindelse med at han havde vist interesse for markeringer og ytringer som opleves som krænkelse af islam". Det blev ikke vurderet i disse samtaler at gerningspersonen havde intention om vold, men ifølge PST havde de kendskab til at gerningspersonen har haft udfordringer med psykisk sundhed. De havde ikke vurderet ham som en af dem de var mest bekymret for. Mandens advokat John Christian Elden sagde at det "slet ikke [var] sikkert at der foreligger noget motiv her". Mandens mor forklarede at han tidligere var diagnosticeret med paranoid schizofreni.
I Matapours bolig blev det fundet flere våben, blandt andet et helautomatisk skydevåben.
Ifølge NRK havde Matapour været i kontakt med Arfan Bhatti, en islamistisk ekstremist med en række voldsdomme. Den 14. juni havde Bhatti lagt et billede af et brændende regnbueflag på Facebook med citater om drab på homoseksuelle. Bhatti er en ledende skikkelse i Profetens Ummah, som har rekrutteret folk til ISIL til indsats i Syrien.